# Limba noastră
Limba noastră (in italiano: la nostra Lingua) è, dal 1994, l'inno nazionale della Repubblica Moldava. Sostituì Deșteaptă-te, române!, adottato nel 1991, in quanto questo era diventato nel 1989 inno della Romania.

## Storia
L'inno, una robusta marcia, venne realizzato ai tempi del risveglio nazionale conseguente al disfacimento dell'Impero russo. Il testo è di Alexei Mateevici (1888-1917) e la musica è stata composta da Alexandru Cristea (1890-1942). Il testo originale conta dodici strofe, cinque delle quali vengono utilizzate nell'inno.

## Testo in lingua originale
Limba noastră-i o comoară
În adâncuri înfundată
Un șirag de piatră rară
Pe moșie revărsată.
Limba noastră-i foc ce arde
Într-un neam, ce fără veste
S-a trezit din somn de moarte
Ca viteazul din poveste.
Limba noastră-i numai cântec,
Doina dorurilor noastre
Roi de fulgere, ce spintec
Nouri negri, zari albastre.
Limba noastră-i graiul pâinii,
Când de vânt se mișcă vara;
In rostirea ei bătrânii
Cu sudori sfințit-au țara.
Limba noastră-i frunză verde,
Zbuciumul din codrii veșnici,
Nistrul lin, ce-n valuri pierde
Ai luceferilor sfeșnici.
Nu veți plânge-atunci amarnic,
Că vi-i limba prea săracă,
Și-ți vedea, cât îi de darnic
Graiul țării noastre dragă.
Limba noastră-i vechi izvoade.
Povestiri din alte vremuri;
Și citindu-le 'nșirate, -
Te-nfiori adânc și tremuri.
Limba noastră îi aleasă
Să ridice slava-n ceruri,
Să ne spiue-n hram și-acasă
Veșnicele adevăruri.
Limba noastra-i limbă sfântă,'
Limba vechilor cazanii,
Care o plâng și care o cântă
Pe la vatra lor țăranii.
Înviați-vă dar graiul,
Ruginit de multă vreme,
Stergeți slinul, mucegaiul
Al uitării 'n care geme.
Strângeți piatra lucitoare
Ce din soare se aprinde -
Și-ți avea în revărsare
Un potop nou de cuvinte.
Răsări-va o comoară
În adâncuri înfundată,
Un șirag de piatră rară
Pe moșie revărsată.
Alexe MATEEVICI
LA NOSTRA LINGUA
(Traduzione italiana)
La nostra lingua è un tesoro,
Negli abissi radicato,
Una collana di pietre rare
Nella tenuta rovesciata.
La nostra lingua è fuoco che arde
In un popolo che, ad un tratto,
Come il prode delle fiabe,
Dal letargo si è svegliato.
La nostra lingua è solo canto,
La doina dei nostri  desideri;
Sciami di lampi che fendono
Orizzonti azzurri, nembi neri.
La nostra lingua è la voce del pane,
Quando l'estate è mossa dal vento,
Nel pronunciarla gli anziani
Hanno santificato il paese con stento.
La nostra lingua è foglia verde,
Tumulto dei boschi eterni,
Il Nistru quieto che tra le onde perde
I candelieri della stella Vega.
Non piangerete   amaramente
Che  il vostro linguaggio è stentato   
E quanto è generosa  voi vedrete
La lingua del vostro paese amato.
La nostra lingua è vecchi scritti,
Narrazioni d'altri tempi
E, leggendole in sequenza,
Rabbrividisci fortemente e tremi.
La nostra lingua è eccelsa
Per esaltare la gloria nei cieli;
Per dirci a casa e in chiesa
Le sempiterne  verità.
La nostra lingua è lingua santa,
La lingua degli antichi omeliari
Che piangono e che cantano
I contadini ai loro focolari.
Rivitalizzate il vostro linguaggio,
Da molto tempo arrugginito.
Spolverate lo sporco e la muffa
Dall'oblio in cui  è finito.
Raccogliete la pietra lucente,
Che si accende dal sole
E traboccare ne vedrete
Un fluire nuovo di parole,
Risorgerà una ricchezza
Nelle profondità incassata,
Una collana di pietre rare
Nella tenuta rovesciata.
Traduzione a cura de Liuba Croitoru-Marian